# Tony Stewart
Pour les articles homonymes, voir Stewart.
Statistiques en NASCAR Cup Series
Dernière mise à jour : 31 juillet 2017 
Anthony Wayne Stewart (né le 20 mai 1971  à Columbus en Indiana) est un pilote américain de NASCAR, triple vainqueur en  NASCAR Cup Series (en 2002, 2005 et 2011), également vainqueur du championnat IndyCar en 1997. Greg Zipadelli a été le chef mécanicien depuis ses débuts au Daytona 500 de 1999 jusqu'en 2008.
Le 9 août 2014, à la suite d'un accrochage sur une piste de dirt track dans l'État de New York, il percute Kevin Ward qui était descendu de sa voiture pour s'expliquer avec Stewart et qui décédera des suites de ses blessures. Le 24 septembre 2014, la justice américaine a annoncé renoncer à lancer une procédure criminelle contre Tony Stewart dans cet accident. En revanche, son moral a été manifestement atteint et il traîne à la fin du printemps 2016 dans la seconde moitié du classement après avoir annoncé qu'il se retirait de la Nascar à la fin de la saison.

## Biographie

### Les débuts
Tony Stewart commence sa carrière en karting, remportant un titre mondial en 1987. Poursuivant sa carrière en midget, il rejoint le championnat américain United States Auto Club series en 1991, étant d'emblée titré rookie de l'année. En progrès, c'est en 1994 qu'il remporte le championnat américain. En 1995, il gagne le championnat dans les trois divisions majeures de l'USAC : National Midget, Sprint et Silver Crown.

### IndyCar
Parallèlement à ses débuts dans les divisions 2 et 3 de la NASCAR, il débute en IndyCar en 1996. Il finit 2e de sa première course et part de la pole position à Indianapolis (le pole-man était à l'origine Scott Brayton mais il fut tué durant les essais). La saison suivante commence mal : menant la majorité de la course d'ouverture à Loudon, il doit renoncer sur problème électrique, et sur accident lors de la course suivante à Las Vegas. Mais par la suite, il enchaîne plusieurs top 10, dont son meilleur résultat aux 500 miles d'Indianapolis, une 5e place. Il remporte une victoire sur le circuit de Pikes Peak, et le titre en fin de saison. Malgré 2 victoires et 3 pole positions, il ne conserve pas son titre en 1998, finissant 3e du championnat. À l'issue de la saison, il décide d'aller en Nascar.

### Nascar Chez Joe gibbs Racing
Il débute en NASCAR en 1999 dans l'écurie du Joe Gibbs Racing. Souvent dans le top 10 (21 en 34 courses) il remporte sa première victoire à Richmond. Il en gagne deux autres à Phoenix et Miami-Homestead, et termine 4e du championnat, ce qui était à l'époque le meilleur classement d'un rookie dans l'ère moderne de la NASCAR. Sa saison 2000 est irrégulière, ce qui l'empêche de lutter pour le titre malgré 6 victoires, le plus grand nombre de la saison. Il termine 6e du championnat.
La saison suivante démarre sur un violent accident à Daytona pour Stewart, qui aura des soucis avec les autorités de la NASCAR à cette époque : dispute avec Jeff Gordon à la suite d'un accrochage avec ce dernier à Bristol, incident avec les journalistes, drapeau noir ignoré, ces incidents lui valent une réputation de mauvais garçon. Malgré tout il remporte 3 victoires et termine 2e du championnat, toutefois loin derrière Jeff Gordon. Malgré de nouvelles controverses, l'année 2002 est son année : Il gagne 3 victoires et le titre, de justesse, 38 points seulement devant Mark Martin, l'équivalent d'une 42e place avec le barème de l'époque. 2003 est une année moins réussie, malgré deux victoires, il ne termine qu'en 7e place du championnat. En 2004, année d'institution du Chase, il finit 4e de la saison régulière et finalement 6e.
En 2005, Tony Stewart se classe premier de la saison régulière. De surcroît, de la course de Sonoma jusqu'à Watkins Glen, soit 7 courses, il accroche 5 victoires. Il ne gagne plus dans le Chase, mais est suffisamment régulier pour accrocher son deuxième titre, avec 35 points d'avance seulement sur Greg Biffle et Carl Edwards. Il reste aujourd'hui le seul pilote de NASCAR à avoir gagné le titre avant et après la mise en place du Chase.
Une fois encore, l'année de défense de son titre est moins bonne : Malgré deux victoires en saison régulière, il manque le Chase pour 16 points. Or, dans les 10 dernières courses, il remporte 3 victoires supplémentaires. En 2007, 2e de la saison régulière, loin derrière Jeff Gordon, il ne finit que 6e du championnat à l'issue du Chase. 2008 est une année moins faste encore. Bien que qualifié pour le Chase, il ne peut lutter pour le titre et ne remporte qu'une victoire en fin de saison à Talladega, sujette à controverse : Regan Smith avait franchi la ligne d'arrivée le premier, mais déclassé pour avoir dépassé Stewart au-delà de la ligne réglementaire. Ne supportant pas de piloter une voiture à moteur Toyota, il quitte Joe Gibbs Racing fin 2008 après 10 saisons, pour créer sa propre écurie Stewart-Haas Racing, motorisée par Hendrick Motorsports.

### NASCAR chez Stewart Haas Racing
En 2009, au volant de la Chevrolet no 14 de son écurie, sponsorisée par Office Depot, il parvient à enchaîner les bons résultats d'emblée. Il réalise une meilleure saison qu'en 2008, malgré la double activité de pilote et propriétaire. Il termine d'ailleurs en tête de la saison régulière avec 3 victoires, qualifié 4 courses avant le début du Chase. Mais malgré une victoire au Kansas, le Chase n'est pas aussi fructueux, il termine 6e du championnat.
En 2010, il ne termine qu'une fois dans le top 5 dans la première moitié de saison régulière. La deuxième moitié est plus réussie, 6 top 5 et une victoire à Atlanta en septembre. Qualifié pour le Chase, il le débute mal : En tête à Loudon, il tombe en panne d'essence dans le dernier tour et finit 24e, puis termine 21e au Kansas. Suivent deux top 5, dont une victoire à Fontana. Mais 5 résultats faibles consécutifs mettent fin à ses chances de titre. Il se classe 7e du classement général.
La saison régulière 2011 est très moyenne pour Stewart qui se qualifie in-extremis pour le Chase. Mais il inverse la tendance, en remportant 5 des 10 courses du Chase, battant l'ancien record de Jimmie Johnson de 4 victoires durant le Chase. Il bat Carl Edwards pour le titre de champion. Les deux pilotes vont finir ex aequo : 2 403 points chacun, Stewart l'emportant au nombre de victoires. Il s'agit de son troisième titre de champion après 2002 et 2005. Il est également le premier pilote propriétaire à remporter le titre depuis Alan Kulwicki en 1992.
Il remporte sa première victoire de la saison 2012 à Las Vegas, un circuit où il n'avait encore jamais gagné. Deux semaines plus tard, il remporte la course de Fontana, interrompue par la pluie. Il remportera une 3e victoire cette saison sur le circuit de Daytona, ces résultats lui permettent de se qualifier pour le Chase, mais deux 5e places comme meilleurs résultats ne seront pas suffisantes pour lutter pour le titre, il termine 9e du championnat.
Son début de saison 2013 est catastrophique, souvent hors du top 20, son meilleur résultat après le Coca-Cola 600 est une 8e place. Début juin, il remporte sa première victoire de la saison en dépassant Juan Pablo Montoya à deux tours de la fin sur le circuit Dover, mais il se blesse à la jambe à la suite d'un accident sur le circuit de Pocono le 5 août, qui met fin à sa saison prématurément.

## Statistiques

### IndyCar
| Année     | Départs | Poles | Victoires | Top 5 | Top 10 | Points | Position | Notes                                         |
| --------- | ------- | ----- | --------- | ----- | ------ | ------ | -------- | --------------------------------------------- |
| 1996      | 3       | 1     | 0         | 1     | 1      | 68     | 8e       |                                               |
| 1996-1997 | 10      | 4     | 1         | 4     | 5      | 278    | 1er      | Champion Indy Racing League                   |
| 1998      | 11      | 4     | 2         | 5     | 6      | 289    | 3e       |                                               |
| 1999      | 1       | 0     | 0         | 0     | 1      | 22     | 33e      | N'a participé qu'aux 500 Miles d'Indianapolis |
| 2001      | 1       | 0     | 0         | 0     | 1      | 28     | 39e      | N'a participé qu'aux 500 Miles d'Indianapolis |
| Total     | 26      | 9     | 3         | 10    | 14     |        |          |                                               |

### Nascar
| Année | Départs | Poles | Victoires | Top 5 | Top 10 | Points     | Position | Gains (*)     | Notes                                  |
| ----- | ------- | ----- | --------- | ----- | ------ | ---------- | -------- | ------------- | -------------------------------------- |
| 1999  | 34      | 2     | 3         | 12    | 21     | 4 774      | 4e       | 2 615 226 $   | Rookie de l'année                      |
| 2000  | 34      | 2     | 6         | 12    | 23     | 4 570      | 6e       | 3 200 190 $   | Pilote le plus victorieux de la saison |
| 2001  | 36      | 0     | 3         | 15    | 22     | 4 763      | 2e       | 3 493 040 $   |                                        |
| 2002  | 36      | 2     | 3         | 15    | 21     | 4 800      | 1er      | 4 695 150 $   | Premier titre de champion              |
| 2003  | 36      | 1     | 2         | 12    | 18     | 4 549      | 7e       | 5 227 500 $   |                                        |
| 2004  | 36      | 0     | 2         | 10    | 19     | 6 326 (**) | 6e       | 6 221 710 $   | Qualifié pour le chase                 |
| 2005  | 36      | 3     | 5         | 17    | 25     | 6 533 (**) | 1er      | 6 987 530 $   | Second titre de champion               |
| 2006  | 36      | 0     | 5         | 15    | 19     | 4 727      | 11e      | 7 285 280 $   |                                        |
| 2007  | 36      | 0     | 3         | 11    | 23     | 6 242 (**) | 6e       | 6 396 750 $   | Qualifié pour le chase                 |
| 2008  | 36      | 0     | 1         | 10    | 16     | 6 202 (**) | 9e       | 4 621 440 $   | Qualifié pour le chase                 |
| 2009  | 36      | 0     | 4         | 15    | 23     | 6 309 (**) | 6e       | 6 828 250 $   | Qualifié pour le chase                 |
| 2010  | 36      | 2     | 2         | 9     | 17     | 6 221 (**) | 7e       | 5 664 250 $   | Qualifié pour le chase                 |
| 2011  | 36      | 1     | 5         | 9     | 19     | 2 403 (**) | 1er      | 12 671 071 $  | Troisième titre de champion            |
| 2012  | 36      | 1     | 3         | 12    | 16     | 2 311 (**) | 9e       | 6 529 870 $   | Qualifié pour le chase                 |
| 2013  | 21      | 0     | 1         | 5     | 8      | 1 825      | 29e      | 3 147 504 $   | Manque 15 courses sur blessure         |
| Total | 491     | 14    | 48        | 178   | 290    |            |          | 109 062 017 $ |                                        |

- (*) Ne comprennent pas les primes de fin de championnat
- (**)  Qualifié pour le Chase for the Championship, le total de points a été rehaussé

## Palmarès
- Vainqueur du Championnat du Monde de Karting en 1987
- Vainqueur de l'Indy Racing League 1996-1997
- Vainqueur de la NASCAR Cup Series en 2002
- Vainqueur de la NASCAR Cup Series en 2005
- Vainqueur de la NASCAR Cup Series en 2011
- 47 victoires en première division NASCAR